# 三药槟榔
三药槟榔（学名：Areca triandra）为棕榈科槟榔属的植物。分布于印度、马来半岛、中南半岛以及中国大陆的广东、云南等地，目前已由人工引种栽培。